# Altonaer Fischmarkt

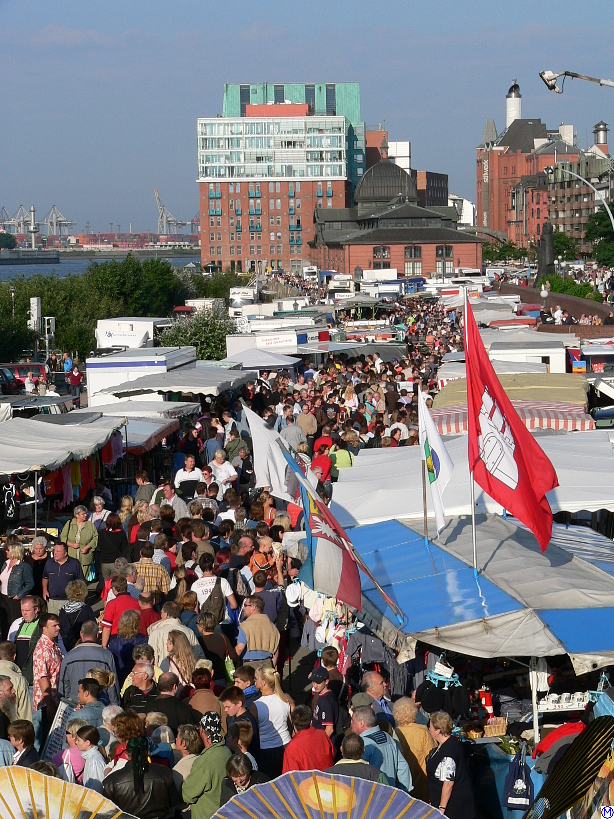
Altonaer Fischmarkt (2005), Blickrichtung zur Fischauktionshalle und in die Große Elbstraße

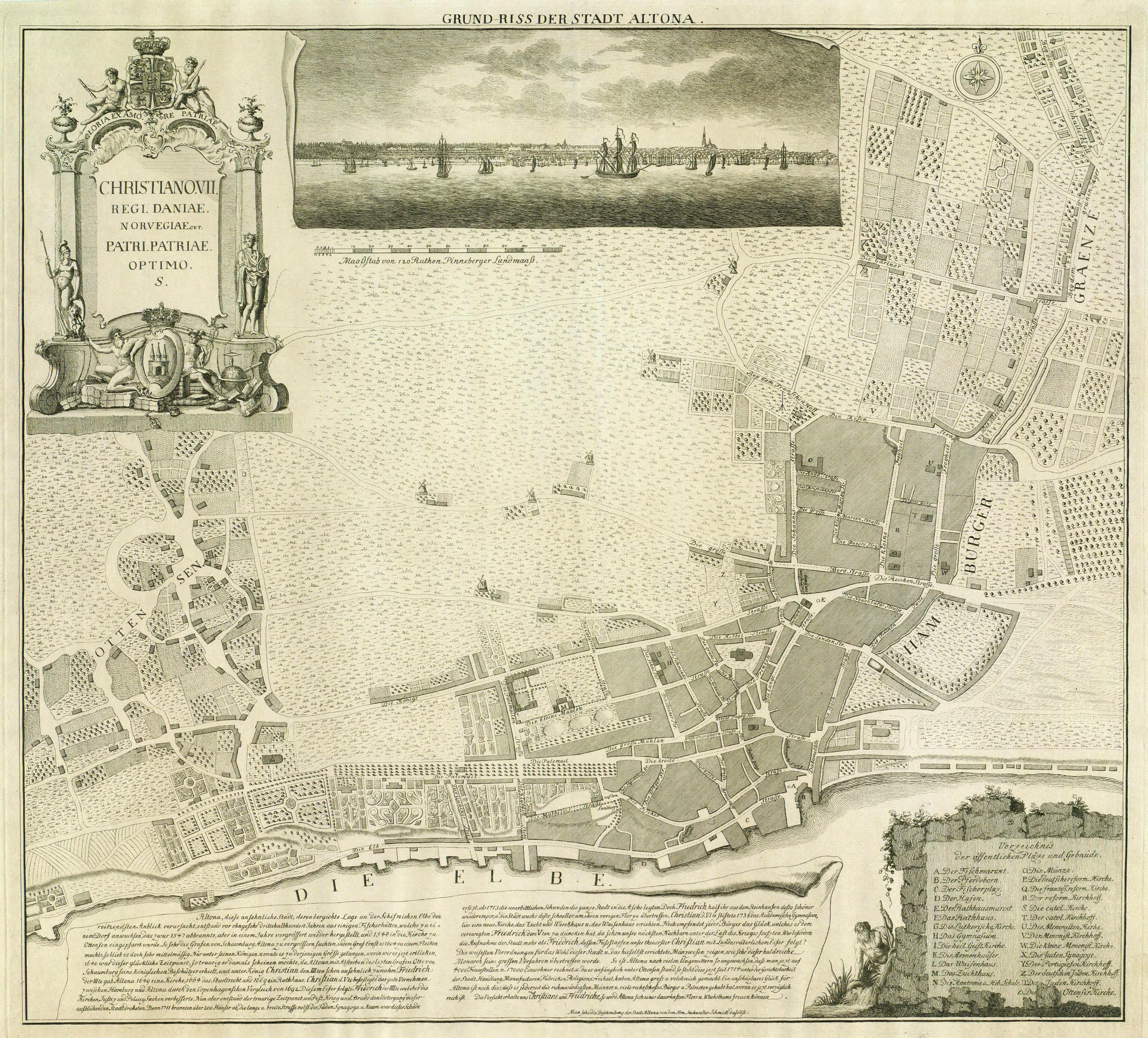
„Grund-Riss der Stadt Altona“ 1770, rechts unten bei „A“ der Fischmarkt

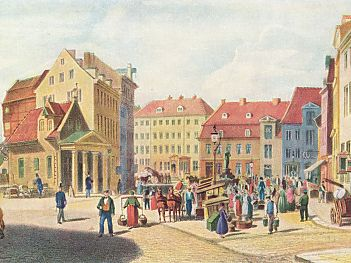
Altonaer Fischmarkt mit Minervabrunnen, Mitte des 19. Jahrhunderts, Lithographie von Wilhelm Heuer

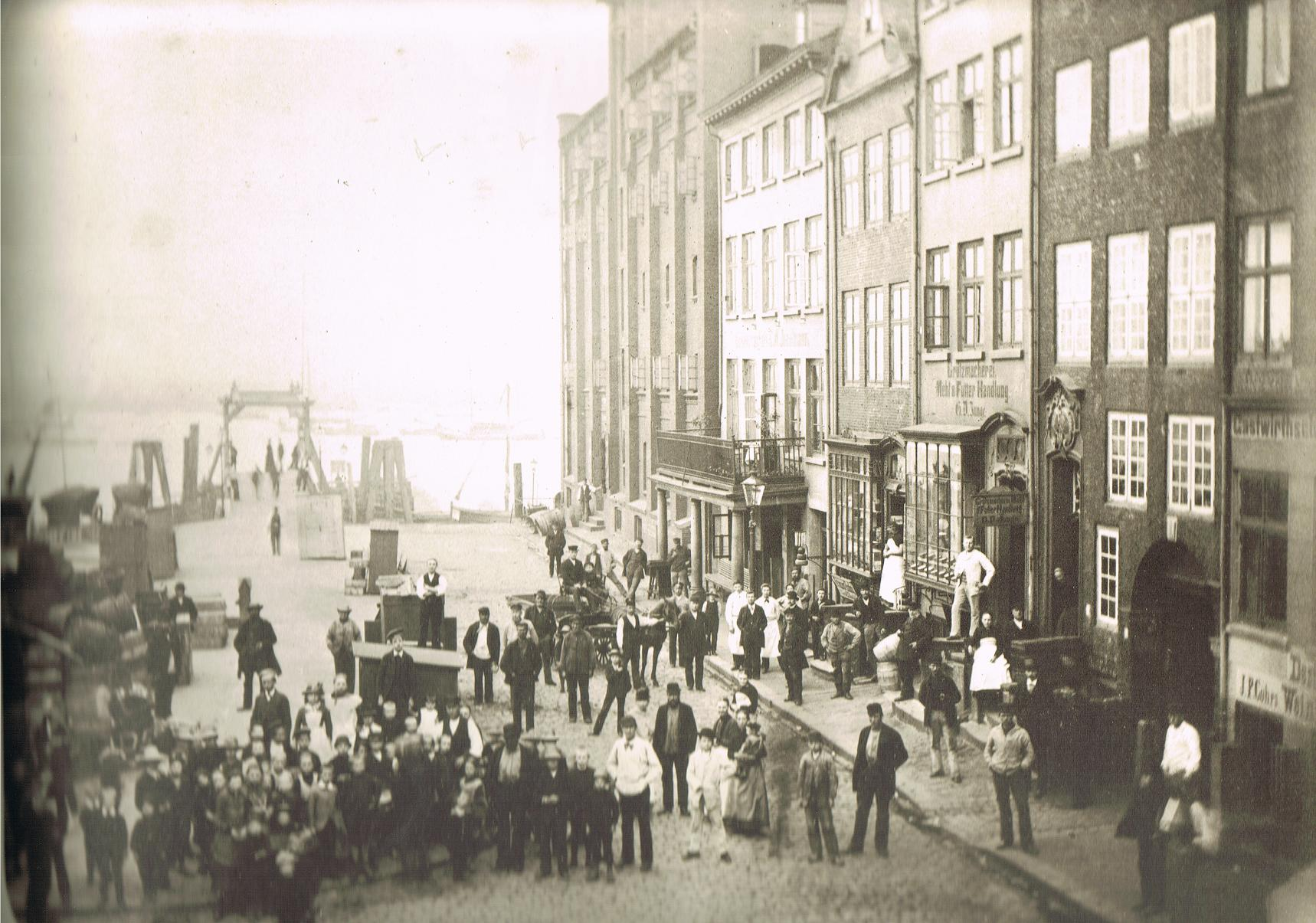
Altonaer Fischmarkt (1858), Blickrichtung nach Süden zum Elbkai

Der Altonaer Fischmarkt ist ein öffentlicher Markt im Hamburger Stadtteil Altona-Altstadt. Seine Geschichte ist in die Konkurrenz der beiden rivalisierenden Städte Altona und Hamburg eingebettet. Er wird heute als Touristenattraktion vermarktet, hat aber immer noch eine ökonomische Funktion.

## Platzanlage
Der heutige Altonaer Fischmarkt ist auf der West- und der Ostseite von jeweils einer mehrstöckigen Gebäudezeile mit gemischter Nutzung abgegrenzt. Diese verlaufen winklig in der Weise, dass sie die Fläche des Platzes annähernd in der Mitte einschnüren, so dass diese die Form von zwei mit der Schmalseite aneinanderstoßenden Trapezen hat. Nach Norden und Süden hin ist der Platz baulich offen.
Von der Nordseite über Osten zur Südseite ist dieses Platz- und Gebäudeensemble von folgenden anliegenden Straßen umgeben: Breite Straße, St. Pauli Fischmarkt und Große Elbstraße. Die letztgenannte Straße sowie die dahinterliegende freie Fläche bis zur Kaimauer wird mit als zusätzliche Marktfläche genutzt, die höhergelegene Breite Straße verläuft dagegen auf einer Brücke über das Platzniveau in die hier kurvig verlaufende Straße St. Pauli Fischmarkt hinein, die mit ihrer abgrenzenden Gebäudezeile heute lediglich eine Zubringerfunktion am Kreuzungspunkt mit der Großen Elbstraße erfüllen kann.

## Geschichte
Vor den Toren Hamburgs siedelten sich seit dem 16. Jahrhundert Fischer und Handwerker an. Nachdem Christian IV. 1640 Herzog von Holstein geworden war, versuchten die Dänen der Hansestadt Hamburg Konkurrenz zu machen. 1664 verlieh Friedrich III. Altona das Stadtrecht. Seit 1703 durfte auch sonntags vor dem Kirchgang in Altona Handel getrieben werden.
Ursprünglich diente der in Altona abgehaltene Markt zur Versorgung der Bürger mit frischem Fisch. Bereits seit dem frühen 18. Jahrhundert werden auf dem Altonaer Fischmarkt auch Obst, Gemüse und Pflanzen verkauft. Die Besonderheit, auch sonntags früh geöffnet zu sein, liegt allerdings daran, dass der mit den Fangbooten angelandete Fisch bereits morgens vor dem Kirchgang verkauft werden sollte, um ihn möglichst frisch in die herrschaftlichen Küchen zu bekommen. Auf einer Karte von 1770 „Grund-Riss der Stadt Altona“ ist der Fischmarkt mit dem Buchstaben „A“ an der Stelle eingetragen, wo die damalige „Elbstraße“ und die „Kleine Elbstraße“ aneinanderstoßen.
Vom Bahnhof Altona führte schon 1846 eine Gleisstrecke der Altonaer Hafenbahn zunächst mit einem Seilaufzug über den Geesthang und ab 1876 durch den Schellfischtunnel zum Fischmarkt. Zeitweise erfolgte hier der größte Umschlag an Seefischen und Fischkonserven der auf dem Fischmarktgebiet ansässigen Konservenindustrie für die deutschen Inlandsgebiete. Der Tunnel ist inzwischen geschlossen, kann aber mit begleitenden Führern besichtigt werden.
1896 wurde die Fischauktionshalle in Altona eröffnet, die im Stil einer dreischiffigen Basilika erbaut war. Große Fischdampfer machten den Elbfischern Konkurrenz, ohne die Hilfe des Auktionators hätten die Großhändler zu niedrige Preise durchdrücken können. Bereits in den 1930er Jahren war auch die Auktionshalle technisch „überholt“, der Handel verlagerte sich weiter nach Westen, wo Kühlhallen und Fischverarbeitungsbetriebe errichtet wurden. Heute wird Fisch in virtuellen Auktionen versteigert.

## Sonntäglicher Fischmarkt

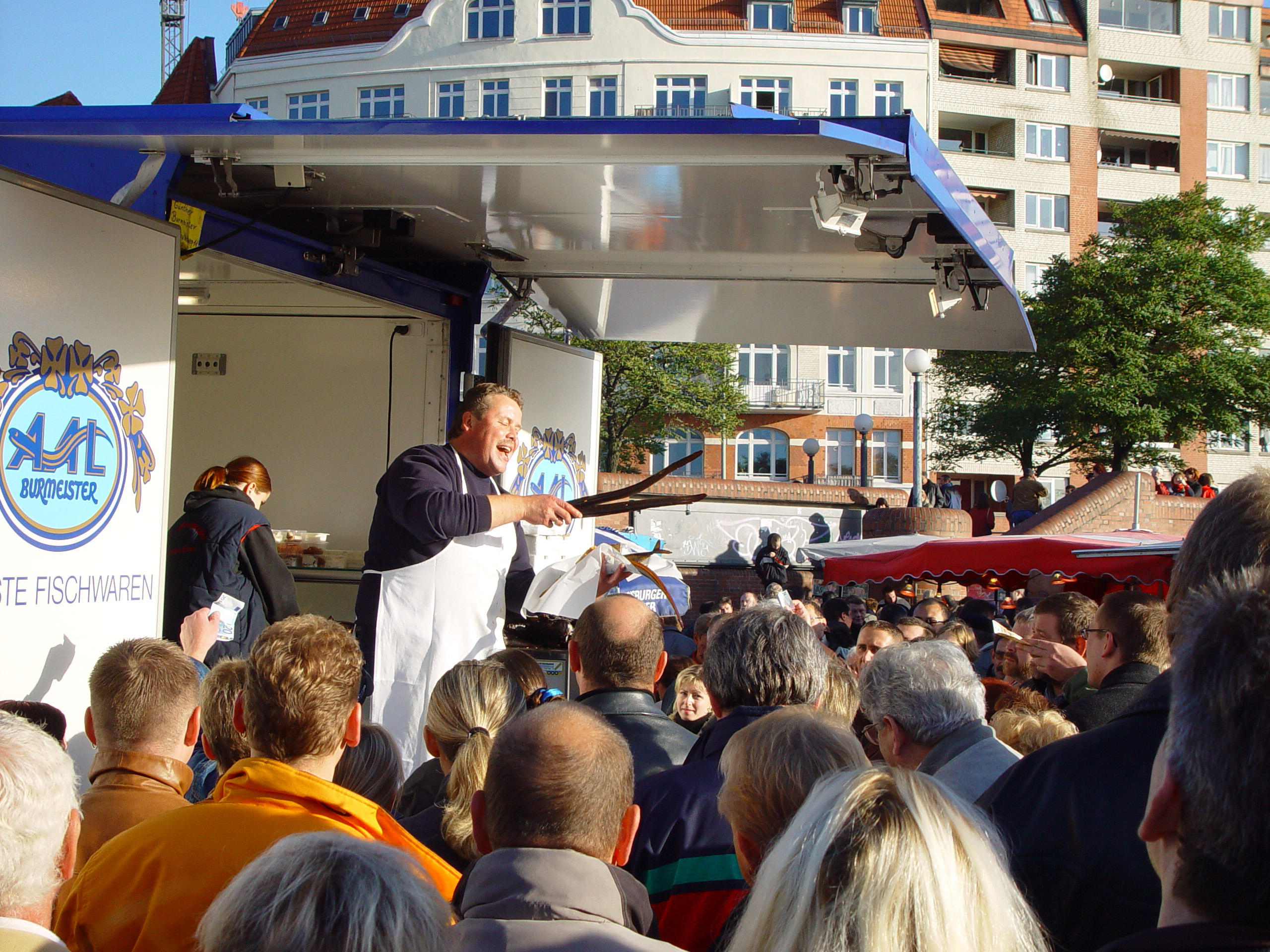
Aalverkäufer

Der traditionelle sonntägliche Fischmarkt findet von 5:00 bis 9:30 Uhr (in der Zeit vom 1. November bis 31. März ab 7:00 Uhr) mit Verkaufsständen unter freiem Himmel auf dem östlichen Ende der Großen Elbstraße in Altona statt. Der Markt hat eine wirtschaftliche und soziale Funktion für einheimische Kunden und Händler. Das marktschreierische und frivole Gebaren einiger inzwischen prominenter Händler macht den Fischmarkt außerdem zu einer beliebten Touristenattraktion, bei der es viel zu Lachen und zu Staunen gibt. An Sommer-Sonntagen kommen etwa 70.000 Besucher, an Winter-Sonntagen etwa zwischen 5.000 und 10.000. Die ungewöhnliche Marktzeit am Sonntag früh hat historische Gründe: Im 18. Jahrhundert beschwerten sich Altonas Fischer darüber, dass sie am Sonntag keinen Fisch verkaufen durften und dieser wegen der fehlenden Kühlmöglichkeiten im Sommer oft verdarb. In der „Magistratus Verordnung wegen der Fischer“ vom 2. Mai 1703 erlaubten die Stadtväter der damals noch kleinen Stadt Altona den Fischern den Verkauf auch am Sonntagmorgen, allerdings nur bis halb neun, damit sie noch rechtzeitig zum Sonntagsgottesdienst kommen würden. Bis heute wurde die Marktzeit nur um eine weitere Stunde ausgedehnt.
Heutzutage beschränkt sich das Angebot nicht länger nur auf Lebensmittel. Auch Technikzubehör oder touristische Souvenirs werden angeboten; lebende Hühner, Brieftauben und Kaninchen gehören zum traditionellen Angebot. Nach dem Einkauf können Besucher in der benachbarten Fischauktionshalle Jazz oder Rockmusik hören.
Zum 15. März 2020 wurde der Fischmarkt zum ersten Mal in seiner 300-jährigen Geschichte wegen der beginnenden Corona-Pandemie von den zuständigen Behörden abgesagt. Zwar wurden Hygienekonzepte zur Wiedereröffnung erarbeitet, aber auch ein Jahr später blieb der Markt mit seinen zuletzt rund 120 Marktständen noch immer geschlossen und wurde erst im April 2022 wieder geöffnet.

## Abfallentsorgung und Reinigung

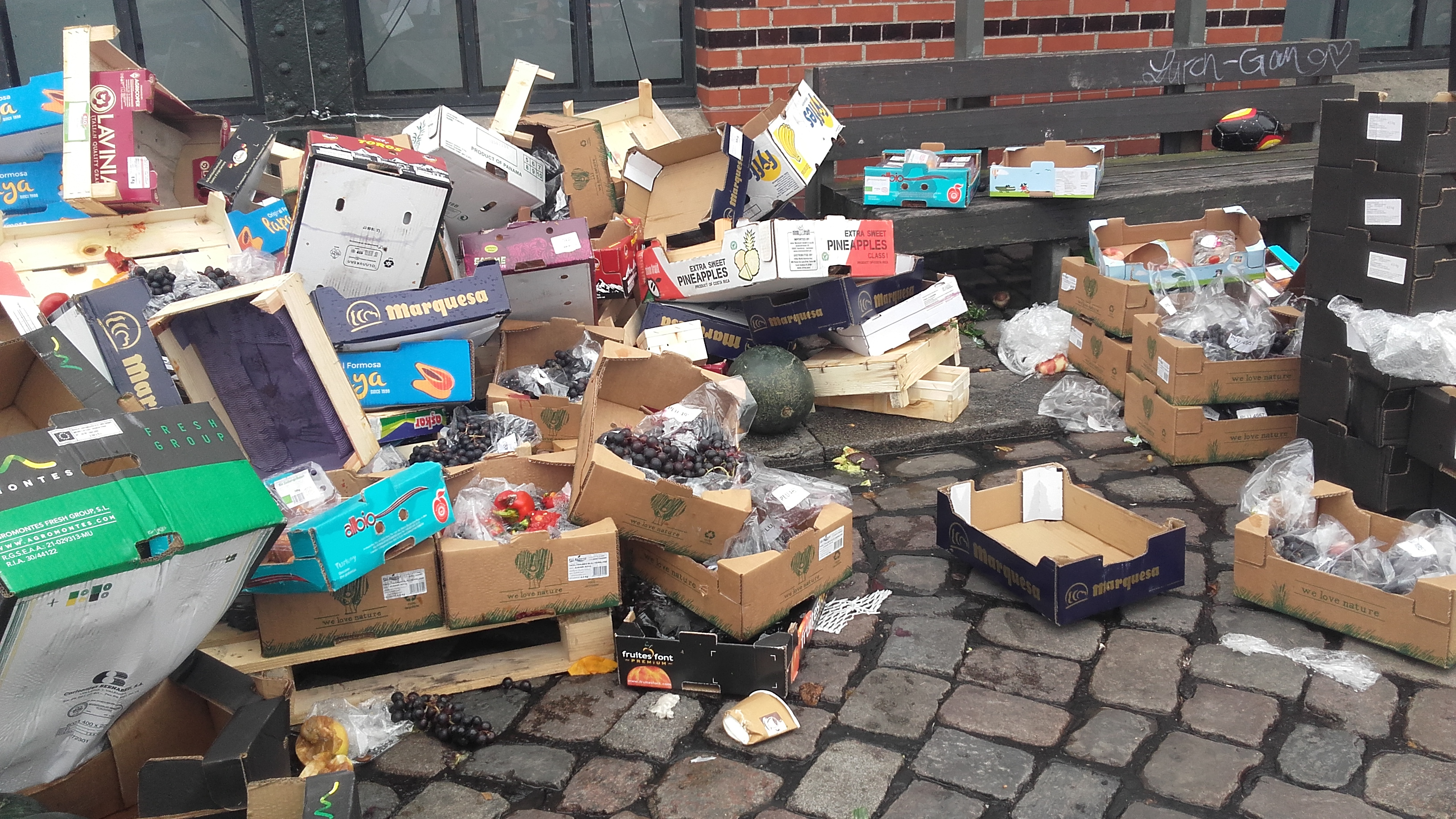
Verpackungsmüll und liegengebliebene Lebensmittel

Am Ende des Markttages bleiben auf dem Fischmarktgelände größere Mengen Abfälle zurück. Die Hamburger Stadtreinigung sammelt diese fachgerecht mit Müllfahrzeugen unsortiert ein und reinigt das Gelände abschließend mit Kehrmaschinen. Typischerweise befinden sich im Abfall neben reinem Verpackungsmüll auch unverkaufte Lebensmittel, die noch genießbar sind. Verspätete oder bedürftige Personen können entsprechende Fundstücke zum eigenen Verbrauch an sich nehmen, sofern sie dabei nicht den Reinigungsablauf behindern.

## Bebauung des Platzes
Das Gelände des sonntäglichen Fischmarkts war im Ablauf der Zeiten in unterschiedlicher Weise bebaut. Im Juli 1943 wurden die meisten Wohn- und Geschäftshäuser rund um den Fischmarkt bis auf wenige Ausnahmen durch Fliegerbomben völlig zerstört. In den 1970er Jahren begann die Stadt Hamburg den Wiederaufbau des Platzes, die der Altonaer Spar- und Bauverein und der Bauverein der Elbgemeinden von 1988 bis 1992 umsetzten. Postmoderne Neubauten bilden nun mit den „Neubauten“ der Gründerzeit eine Einheit. Auch der barocke Fischmarktbrunnen von 1742, der hier bis 1864 gestanden hatte, wurde restauriert und wieder auf dem Platz aufgestellt. Die bekrönende Minervastatue schuf der Kieler Bildhauer Hans Kock 1989 als Ersatz für die beschädigte Originalfigur. Neben dem Fischmarkt liegt der 1996 ausgebaute Backsteinbau stilwerk, der ab dem 19. Jahrhundert als Mälzerei diente und gegenwärtig ein Ladenzentrum für Einrichtungs- und Möbeldesign bietet.